# K12ltsp
K12LTSP est une distribution GNU/linux basé sur fedora et intégrant le système Linux Terminal Server Project